# Zjednoczone Emiraty Arabskie na Letnich Igrzyskach Olimpijskich 1992
Zjednoczone Emiraty Arabskie na Letnich Igrzyskach Olimpijskich 1992 reprezentowało 13 zawodników (sami mężczyźni). Był to trzeci start reprezentacji Zjednoczonych Emiratów Arabskich na letnich igrzyskach olimpijskich.

## Skład reprezentacji

### Kolarstwo

#### Kolarstwo szosowe
| Zawodnik                                                     | Konkurencja                | Czas    | Miejsce |
| ------------------------------------------------------------ | -------------------------- | ------- | ------- |
| Ali Al-Abed                                                  | wyścig ze startu wspólnego | DNF     | DNF     |
| Mansoor Bu Osaiba                                            | wyścig ze startu wspólnego | DNF     | DNF     |
| Khalifa Bin Omair                                            | wyścig ze startu wspólnego | DNF     | DNF     |
| Ali Al-Abed Mansoor Bu Osaiba Khalifa Bin Omair Khamis Harib | drużynowa jazda na czas    | 2:27:41 | 23.     |

### Lekkoatletyka
| Zawodnik                 | Konkurencja                | Eliminacje | Eliminacje | Półfinał | Półfinał | Finał | Finał   |
| Zawodnik                 | Konkurencja                | Wynik      | Miejsce    | Wynik    | Miejsce  | Wynik | Miejsce |
| ------------------------ | -------------------------- | ---------- | ---------- | -------- | -------- | ----- | ------- |
| Mohamed Salem Al-Tunaiji | bieg na 800 m              | 1:53,91    | 47.        | NQ       | NQ       | NQ    | NQ      |
| Mohamed Al-Nahdi         | bieg na 1500 m             | 3:48,08    | 36.        | NQ       | NQ       | NQ    | NQ      |
| Abdulla Sabt             | bieg na 400 m przez płotki | 56,20      | 42.        | NQ       | NQ       | NQ    | NQ      |

Dziesięciobój
| Zawodnik             | Konkurencja | 100 m | LJ   | SP   | HJ   | 400 m | 110H  | DT    | PV   | JT    | 1500 m  | Razem | Pozycja |
| -------------------- | ----------- | ----- | ---- | ---- | ---- | ----- | ----- | ----- | ---- | ----- | ------- | ----- | ------- |
| Ibrahim Al-Matrooshi | Rezultat    | 11,63 | 6,37 | 8,62 | 1,91 | 51,40 | 15,98 | 24,58 | 4,10 | 46,06 | 4:55,76 | 6124  | 27.     |
| Ibrahim Al-Matrooshi | Punkty      | 725   | 668  | 403  | 723  | 751   | 735   | 359   | 645  | 531   | 584     | 6124  | 27.     |

### Pływanie
| Zawodnik                                                       | Konkurencja               | Eliminacje | Eliminacje | Finał | Finał   |
| Zawodnik                                                       | Konkurencja               | Czas       | Miejsce    | Czas  | Miejsce |
| -------------------------------------------------------------- | ------------------------- | ---------- | ---------- | ----- | ------- |
| Mohammed Binabid                                               | 50 m stylem dowolnym      | 25,79      | 62.        | NQ    | NQ      |
| Ahmad Faraj                                                    | 50 m stylem dowolnym      | 25,91      | 64.        | NQ    | NQ      |
| Ahmad Faraj                                                    | 100 m stylem dowolnym     | 56,05      | 66.        | NQ    | NQ      |
| Mohammed Binabid                                               | 100 m stylem dowolnym     | 56,82      | 70.        | NQ    | NQ      |
| Ahmad Faraj                                                    | 200 m stylem dowolnym     | 2:07,61    | 53.        | NQ    | NQ      |
| Abdullah Sultan                                                | 100 m stylem grzbietowym  | 1:08,22    | 52.        | NQ    | NQ      |
| Abdullah Sultan                                                | 200 m stylem grzbietowym  | DSQ        | DSQ        | NQ    | NQ      |
| Mohammed Binabid                                               | 100 m stylem klasycznym   | 1:15,12    | 57.        | NQ    | NQ      |
| Obaid Al-Rumaithi                                              | 100 m stylem klasycznym   | 1:12,77    | 52.        | NQ    | NQ      |
| Obaid Al-Rumaithi                                              | 200 m stylem klasycznym   | 2:44,61    | 51.        | NQ    | NQ      |
| Mohamed Khamis                                                 | 100 m stylem motylkowym   | 1:01,72    | 66.        | NQ    | NQ      |
| Mohamed Khamis                                                 | 200 m stylem motylkowym   | 2:29,73    | 46.        | NQ    | NQ      |
| Mohammed Binabid                                               | 200 m stylem zmiennym     | 2:22,95    | 49.        | NQ    | NQ      |
| Ahmad Faraj Abdullah Sultan Obaid Al-Rumaithi Mohammed Binabid | 4 x 100 m stylem dowolnym | 3:51,60    | 18.        | NQ    | NQ      |
| Ahmad Faraj Abdullah Sultan Obaid Al-Rumaithi Mohammed Binabid | 4 x 200 m stylem dowolnym | 8:39,72    | 18.        | NQ    | NQ      |
| Ahmad Faraj Mohamed Khamis Obaid Al-Rumaithi Mohammed Binabid  | 4 x 100 m stylem zmiennym | 4:21,03    | 23.        | NQ    | NQ      |